# كوهي كونو
كوهي كونو (باليابانية: 河野公平) مواليد 23 نوفمبر 1980 في اليابان، هو ملاكم محترف ياباني. حقق بطولة رابطة الملاكمة العالمية.

## إحصائيات
خاض خلال مسيرته 42 نزالا، فاز في 32 وتعادل في 1 وخسر في 9. فاز بالضربة القاضية في 13 نزالا.

## روابط خارجية
- كوهي كونو على موقع بوكس ريك (الإنجليزية) (registration required)